# 나우시카 보닌
나우시카 보닌(Nausicaa Bonnín, 1985년 4월 28일 ~ )은 스페인의 배우이다.

## 출연 작품
- 보이미씽 (2016)
- 더 실리 원스 앤 더 스투피드 원스 (2014)
- 엘리사 K. (2010)
- 가족과 3일 (2009)
- 베스트 오브 미 (2007)